# RWD-18
RWD-18 – polski dwusilnikowy pięciomiejscowy samolot dyspozycyjny. Projekt samolotu powstał pod kierownictwem Leszka Dulęby w Doświadczalnych Warsztatach Lotniczych (DWL) w latach 1938–1939. Kadłub samolotu zaprojektował Tadeusz Chyliński. Do wybuchu wojny nie udało się ukończyć montażu prototypu. RWD-18 mógłby stać się jednym z pierwszych na świecie dwusilnikowych lekkich samolotów krótkiego startu i lądowania STOL.